# Ющук Іван Пилипович
Іва́н Пили́пович Ющу́к (нар. 3 жовтня 1933, с. Черників (нині — Чорників) Володимирського району Волинської області — 27 березня 2021, м. Київ) — український мовознавець, літературознавець, перекладач, громадський діяч, професор (з 1992), кандидат філологічних наук (з 1964). Автор 30 новаторських підручників з української мови для середніх та вищих шкіл. Дослідник Голодомору-геноциду українців 1932—1933 років.
Професор (1992), завідувач кафедри слов'янської філології і загального мовознавства Київського міжнародного університету, Заслужений діяч науки і техніки України (з 1993), відмінник освіти України, член Національної спілки письменників України, член Центрального правління та Головної ради Всеукраїнського товариства «Просвіта» імені Тараса Шевченка, лауреат Всеукраїнської премії імені Бориса Грінченка, Всеукраїнської премії імені Івана Огієнка (2014) та премії імені Дмитра Нитченка (2016).

## Життєпис

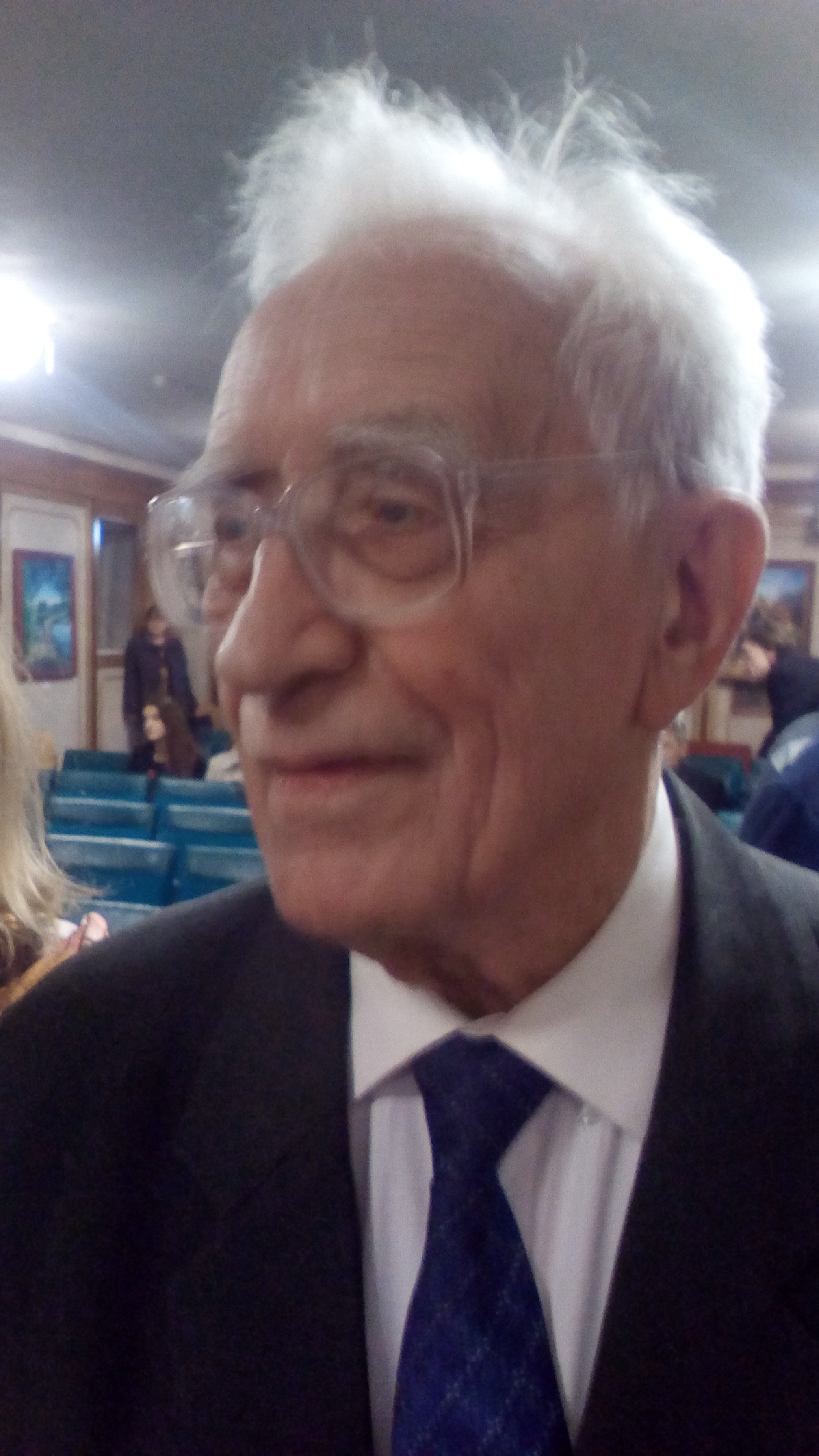
Ющук Іван Пилипович у день свого 85-ліття. 2018.

Народився Іван Пилипович Ющук фактично 1932 р. (але записаний як народжений 1933) на території, окупованій Польщею — у с. Черників, тепер — Чорників, Володимирського району, Волинської області. Батько проходив строкову службу в Польській армії, вдома успішно займався фермерством, допомагаючи вбогим сусідам. Учився спочатку в рідному селі, потім — у сусідньому, середню школу закінчив у м. Устилузі. В 1951 році вступив до Київського державного університету імені Тараса Шевченка на хімічний факультет, але незабаром покинув навчання та майже рік працював на будівництві м. Нововолинська.
У 1952 —1957 роках навчався у Львівському державному університеті на слов'янському відділенні богемістіки (чеська мова й література), де набув спеціальності філолога-славіста й учителя української мови. Два роки потому вчителював. Навчався в аспірантурі Інституту літератури ім. Т. Шевченка АН УРСР зі спеціальності «сербська література».
У 1962 — 1964 роках працював молодшим науковим співробітником Інституту літератури АН УРСР.
З 1964 р. — кандидат філологічних наук (кандидатська дисертація — «Т. Г. Шевченко в літературах народів Югославії»). Працював також над дисертацією про сербського письменника Іво Андрича, але через національні переконання був звільнений з інституту. З 1967 до 1969 року завідував відділом методики мови часопису «Українська мова і література в школі» (нині — «Дивослово»).
З 1969 р. — викладач у Київському педагогічному інституті іноземних мов (тепер — Київський лінгвістичний університет), де спочатку викладав українську мову на підготовчому відділенні; потім викладав вступ до мовознавства на стаціонарі. З 1994 року й дотепер — завідувач кафедри слов'янської філології, а з 1996 року — проректор Міжнародного інституту лінгвістики і права (тепер — Київський міжнародний університет), викладав українську мову майбутнім журналістам. Досліджував українсько-югославські літературні зв'язки, літературу південних слов'ян тощо. Очолював товариство «Україна — Сербія». Був ведучим передачі «Як ми говоримо» на радіоканалі «Культура».
5 липня 2011 року Івана Ющука обрано головою Київського міського об'єднання Всеукраїнського товариства «Просвіта» ім. Тараса Шевченка.
Останні роки був членом Головної ради Всеукраїнського товариства «Просвіта» ім. Т. Шевченка.
Мав активну громадянську позицію, критикував політику президента й уряду: «Україна ще перебуває в стані колонії. І керівники поводяться як колонізатори. І про цю землю і людей їм байдуже». На виборах до Верховної Ради 2012 року публічно підтримав Всеукраїнське об'єднання «Свобода».
Помер зранку 27 березня 2021 року в Києві.

## Творчий доробок
Автор наукових праць з методики викладання української мови:
- Тарас Шевченко в літературах народів Югославії (друга половина XIX — початок ХХ ст.) / Автореферат дисертації на здобуття наукового ступеня кандидата філологічних наук. — К .: Академія наук УРСР; Відділення літератури, мови та мистецтвознавства, 1963. — 18 с.
- Вивчення відмін іменників // Українська мова і література в школі, 1967, № 12 — с.53-64
- Тематико-граматичне групування дидактичного матеріалу / У співавторстві // Українська мова і література в школі, 1969, № 11 — с.53-58
- Історичні довідки під час вивчення іменника // Українська мова і література в школі, 1970, № 1 — с.73-77
- Вивчення прикметника та займенник в 4 класі / У співавторстві // Українська мова і література в школі, 1970, № 5 — с.72-79
- Вивчення дієслова та прислівника в 4 класі / У співавторстві // Українська мова і література в школі, 1970, № 8 — с.69-79
- Загальні відомості з синтаксису та пунктуації в 4 класі / У співавторстві // Українська мова і література в школі, 1970, № 10 — с.67-76
- Правопис слів іншомовного походження // Українська мова і література в школі, 1971, № 4 — с.70-77
- Вивчення теми «Дієприкметник». // Українська мова і література в школі, 1971, № 11 — с.54-63
- Зауваження до вивчення займенників // Українська мова і література в школі, 1972, № 2 — с.62-66
- Правопис префіксів // Українська мова і література в школі, 1974, № 2 — с.63-66
- Смислові зв'язки між поняттями при вивченні фонетики та орфографії // Українська мова і література в школі, 1974, № 10 — с.62-68
- Ющук И. Ф. Я выучу украинский язык. Фонетика, лексика, словообразование, морфология. Украинская литература до 1917 года: учеб. пособ. / И. Ф. Ющук. — Киев: Рад. шк., 1991. — 288 с.
- Я вивчу українську мову: Правопис. Синтаксис. Стилістика. Українська література ХХ століття: Навчальний посібник. — К.: Освіта, 1992. — 336 с
- Українська мова для початківців: Навчальний посібник. — К.: Просвіта, 1992. — 88 с. ISBN 5-7707-2851-5
- Ющук И. Ф. Украинский язык для начинающих: изд. о-ва укр. яз. им. Т. Шевченко «Просвита» / И. Ф. Ющук. — Киев: Вища шк., 1992. — 69 с. : табл.
- Ющук И. Ф. Я выучу украинский язык: Правописание. Синтаксис. Стилистика. Украинская литература XX века: учеб. пособ. / И. Ф. Ющук. — Киев: Освіта, 1992. — 333 с.
- Курс прискореного навчання української мови: 30 занять. — К.: Культурологічне МП «Боривітер», 1994. — 208 с. ISBN 5-7707-0333-4
- Ющук І. П. Лекції зі вступу до мовознавства: навч. посіб. / І. П. Ющук. — Київ: Міжнар. Ін-т лінгвістики та права, 1995. — 111 с.
- Про походження української мови // Дивослово, 1995, № 1 — с.27-33
- Курс прискореного навчання української мови: 30 занять. — 2-е вид. — К.: Культурологічне МП «Боривітер», 1997. — 238 с. ISBN 5-7707-0333-4
- Ющук И. Ф. Курс ускоренного обучения украинскому языку : 30 занятий / И. Ф. Ющук. — 2-е изд. — Киев: Культурол. МП «Боривітер», 1997. — 235 с., табл.
- Психологічний аспект у методиці викладання рідної мови // Дивослово, 1999, № 7 — с.42-44
- Мова наша українська. Статті, виступи, роздуми[9]
- Тестові завдання для 8 класу // Дивослово, 2003, № 9 — с.28-31
- До методики аналізу речення // Дивослово, 2003, № 10 — с.33-37
- Орфоепія, фонетичні закони і правопис // Дивослово, 2004, № 3 — с.72-75
- Мова як засіб спілкування // Дивослово, 2004, № 8 — с.30-36
- Роздум про мету викладання рідної мови в школі // Дивослово, 2004, № 9 — с.10-14
- Вивчення числівника в 7 класі // Дивослово, 2005, № 1 — с.1-19
- Велесова книга — пам'ятка української культури: матеріали Всеукр. наук. конф. «Велесова книга — пам'ятка української культури», 4 лютого 2005 р. / Київський міжнародний ун-т; упоряд. і відп. ред. І. П. Ющук. — К.: КиМУ, 2005. — 87 с.
- Тести з правопису // Дивослово, 2007, № 1 — с.10-14; № 2 — с.6-9; № 3 — с.6-9
- Шлях до пізнання мови // Дивослово, 2005, № 10 — с.2-4
- Наукові засади вивчення фонетики у школі // Дивослово, 2007, № 10 — с.8-13
- Український правопис. Проєкт // Видавець Пугач О. В.,— К.: 2008. — 120 с. — ISBN 966-8359-03-8
- Якщо ти українець, то чому соромишся української мови, однієї з розвиненіших і найспівучіших мов світу? // Київ-Херсон: Просвіта, 2008. — 32 с. ISBN 978-617-7201-19-8
- Повернімося до правопису обличчям // Дивослово, 2009, № 3 — с.22-26
- Словосполучення // Дивослово, 2009, № 10 — с.26-30
- Українська мова в ХХІ столітті: Проблеми стану і статусу // Дивослово, 2010, № 8 — с.2-5
- Розвиток мислення дітей на уроках рідної мови (під час вивчення фонетики, лексики й морфології) // Дивослово, 2010, № 9 — с.12-31
- Українська мова державна мова офіційна // Всеукраїнське товариство «Просвіта» ім. Тараса Шевченка. — К.:, 2005. — 10 с.
- Формування сучасної української літературної мови. // Дивослово. — 2011. — № 2. — С. 32—35.
- Труднощі у визначенні членів речення. // Дивослово. — 2011. — № 9. — С. 5—11.
- Теоретико-практичні аспекти сучасних лінгвістичних та лінгводидактичних парадигм: матеріали Всеукраїнської науково-практичної конференції // Формування орфографічної грамотності учнів. — Рівне-Острог: Видавництво Національного університету «Острозька академія», 2012 — с.25-27
- Рідна мова й інтелект. // Дивослово. — 2013. — № 10. — С. 8—12.
- Зворотний зв'язок і мотивація у навчанні рідної мови. // Дивослово. — 2013. — № 3. — Бібліотечка.
- Підготовка до зовнішнього незалежного оцінювання з української мови. // Дивослово. 2015. — № 3. — Бібліотечка.
- Постколоніальне суспільство і мова викладання // Вища школа. — 2016. — № 3(140). — С.42-53.
- Словник української мови VI століття. — Київ: Київський міжнародний університет, 2017. — 352 с. ISBN 978-617-651-178-6 або на сайті Електронна бібліотека «Культура України» та інші.

Автор підручників і посібників:
- Рідна мова (для 5, 6, 7, 8, 9 класів середньої школи)
- Загальні відомості з морфології та орфографії: Додаток до підручника «Українська мова» для 4 класу шкіл з українською мовою навчання / У співавторстві. — К.: Радянська школа, 1969. — 78 с.
- Початкові відомості про частини мови: Додаток до підручника «Українська мова» для 4 класу шкіл з російською мовою навчання / У співавторстві. — К.: Радянська школа, 1970. — 64 с.
- Вивчення української мови в 4 класі шкіл з російською мовою навчання. — К.: Радянська школа, 1970. — 150 с.
- Українська мова: Навчальний посібник для слухачів підготовчих відділень. — К.: Вища школа, 1976. — 312 с.
- Українська мова: Навчальний посібник для слухачів підготовчих відділень. — 2-е вид. — К.: Вища школа, 1979. — 312 с.
- Українська мова: Навчальний посібник для слухачів підготовчих відділень. — 3-е вид. — К.: Вища школа, 1984. — 312 с.
- Практикум з правопису української мови: Навчально-методичний посібник. — К.: Радянська школа, 1989. — 288 с. ISBN 5-330-00674-0
- Практикум з правопису української мови: Посібник. — 2-е вид., переробл. та допов. — К.: Освіта, 1994. — 256 с. (п) ISBN 5-330-02950-3
- Практикум з правопису української мови. — 4-е вид. — Київ: Видавничий дім «Освіта», 2000. — 254 с. — ISBN 966-04-0078-0
- Практичний довідник з української мови. — К.: Рідна мова, 1998. — 224 с. ISBN 5-7707-9731-2
- Молодь і державна мова: зб. матер. Київ. міської молодіжної наук.-практ. конф. «Молодь і державна мова» (19-20 травня 2000 р.) / Київ. міська держ. адмін., Ін-т укр. мови НАН України, Всеукр. т-во «Просвіта» ім. Т. Шевченка та ін. ; упоряд. і відп. ред. І. П. Ющук. — Київ: б. в., 2000. — 139 с.
- Ющук І. П. Вступ до мовознавства: навч. посіб. / І. П. Ющук. — Київ: Рута, 2000. — 126 с. : іл. ISBN 966-7795-21-7
- Практикум з правопису української мови. — 5-е видання. -к.: Освіта, 2002. — 254 с. ISBN 966-04-0078-0
- Українська мова: Підручник для студентів філологічних спеціальностей вищих навчальних закладів. — К.: Либідь, 2003. — 640 с. ISBN 966-06-0284-7
- Українська мова у професійному спілкуванні: Навчальний посібник для студентів вищих навчальних закладів / У співавторстві з М. В. Гуць та І. Г. Олійник. — К.: Міжнародна агенція «BeeZone», 2004. — 336 с. ISBN 966-8283-08-2
- Українська мова: Підручник для студентів філологічних спеціальностей вищих навчальних закладів. — 3-е вид. — К.: Либідь, 2005. — 640 с. ISBN 966-06-0387-8
- Українська мова: Підручник для студентів філологічних спеціальностей вищих навчальних закладів. — 3-е вид. — К.: Либідь, 2006. — 640 с. ISBN 966-06-0444-0
- Ющук І. П. Практикум з правопису української мови / І. П. Ющук. — 6-те вид., зі змінами. — Київ: Освіта, 2006. — 253 с. : табл.
- Великий довідник школяра з тестовими завданнями. 5-11 класи. — К. : Махаон-Україна, 2008. — 704 c. ISBN 978-966-605-917-1
- Українська мова: Вправи: Навчальний посібник для студентів філологічних спеціальностей вищих навчальних закладів. — К.: Либідь, 2009. — 368 с. ISBN 978-966-06-0537-4
- Українська мова: 52 уроки грамотності. 2232 тести. Довідник для учнів 5—11 класів та абітурієнтів. — Тернопіль: Навчальна книга — Богдан, 2012. — 240 с. ISBN 978-966-10-2449-5
- Практикум з правопису і граматики української мови: посібник. — К.: Видавничий дім «Освіта», 2012. — 288 с. ISBN 978-617-656-160-6
- Українська мова в школі: методичні поради для вчителя. — Тернопіль: Навчальна книга — Богдан, 2013. — 256 с. ISBN 978-966-10-2925-4
- Українська мова: навчальний посібник. 10—11 кл. Тернопіль: Навчальна книга — Богдан, 2015. — 408 с. ISBN 978-966-10-3395-4
- Українська мова: 52 уроки грамотності. 2232 тести. Довідник для учнів 5—11 класів та абітурієнтів. — Тернопіль: Навчальна книга — Богдан, 2012. — 240 с.
- Грамотність без репетитора. Підготовка до зовнішнього незалежного оцінювання з української мови. — Тернопіль: Навчальна книга — Богдан, 2016. — 119 с. ISBN 978-966-10-4255-0
- Ющук І. П. Практикум з правопису і граматики української мови: посібник / І. П. Ющук. — Київ: Освіта, 2016. — 287 с. : табл.

та інші.
Автор граматико-фантастичної повісті «Троє на Місяці». Автор повісті для дітей «Якось уранці».
- «Троє на Місяці»: Граматико-фантастична повість / Худ. Вадим Миколайович Ігнатов. — К.: Веселка, 1989. — 136 с. 40 коп. 65 000 прим. ISBN 5-301-00619-3
- «Троє на Місяці»: Граматико-фантастична повість / Худ. Олександр Басс. — К.: ВЦ «Просвіта», 2006. — 272 с. Тираж не вказано. ISBN 966-8547-61-6
- «Троє на Місяці»: Граматико-фантастична повість / Худ. Максим Нименко. — К.: Грані-Т, 2010. — 240 с. ISBN 978-966-465-291-6
- Ющук І. Троє на Місяці: повість: для дітей серед. та ст. шк. віку / Іван Ющук. — Київ: КЕТС, 2016. — 232, 3 с.

Іван Пилипович Ющук перекладав твори сербських, хорватських, словенських, лужицьких письменників, зокрема: Б. Чопича, Іво Андрича, М. Матошеця, Івана Цанкара, Радоє Домановича, Стевана Сремаца, М. Божича, Меша Селімовича, Ф. Бевна, Е. Коша та ін. (12 книг).

## Відзнаки
- 2014 — лауреат Всеукраїнської премії імені Івана Огієнка — за багаторічну роботу над створенням підручників і посібників з рідної мови, наслідком якої є єдиний навчальний комплекс «Українська мова: Підручник для студентів філологічних спеціальностей вищих навчальних закладів» (К.: Либідь, 2003, 2004, 2005, 2008. — 640с.) та «Українська мова. Вправи: Навчальний посібник для студентів філологічних спеціальностей вищих навчальних закладів» (К.: Либідь, 2009);[11]

## Вшанування пам'яті
- У 2022 році в селі Чорників перейменовано вулицю Паші Ангеліної на Івана Ющука[12].
- 30 вересня 2022 року в місті Володимир перейменовано вулицю Софії Ковалевської на Івана Ющука[13].
- 28 жовтня 2022 року в місті Ковель перейменовано вулицю Тімірязєва на Івана Ющука.
- У квітні 2024 року у місті Конотоп перейменовано вулицю Кутузова на Івана Ющука.
- 30 грудня 2024 року на спеціалізованій вченій раді ДФ 62.147.049 Мукачівського державного університету аспірантка Шкріба Сабіна Олександрівна захистила дисертацію «Педагогічна і просвітницька діяльність Івана Ющука».